# 이재웅 (외교관)
이재웅(李在雄, 1969년~)은 대한민국의 외교관으로 현재 외교부 대변인을 맡고 있다.

## 경력
- 서울대학교 외교학과 학사
- 미국 시카고 대학교 국제관계학 석사
- 1993년 외교부 입부
- 2013년 주시카고 대한민국 총영사관 부총영사
- 2017년 한미 방위비분담 협상 부대표
- 2019년 외교부 부대변인
- 2021년 주세르비아 대한민국 대사관 대사
- 2024년 외교부 대변인

이외, 주네덜란드 1등 서기관, 주유엔 3등 서기관, 주가나 참사관, 기후변화팀장, 녹색성장외교과장 등을 역임하였다.